# Бобруйське староство
Бобруйське староство (пол. Starostwo Babrujskie, біл. Бабруйскае староства) — адміністративна одиниця у складі Річицького повіту Мінського воєводства Великого князівства Литовського провінції Речі Посполитої. Центром Бобруйського староства було містечко Бобруйськ.

## Історія
З назвою Бобруйська пов'язано — однойменне містечко, замок, держава (володіння), центр волості, староство.
- У 1471 р. — князь Михайло Олелькович мав «привілей» на Бобруйське староство.
- У 1502–1503 рр. — напад татарського війська на староство.
- 4 березня 1565 р. — дана Грамота Сигізмундом II Августом Бобруйському староству про зміну порядку оподаткування.
- У 1566 р. — засновано Бобруйське староство з центром у Бобруйську. Староство входить до складу Річицького повіту. Це староство складалося тоді з двох частин — місто Бобруйськ та 18 селищ. Дана Грамота Бобруйському старості Яну Бояновському про права міщан користуватися лісами і вигонами для худоби (міщанам дозволялася рубка лісу, користуватися пасовищами, косовицями тощо).
- У 1576 р. — дарована спеціальна королівська Грамота «привілей» на Бобруйське староство, право стягувати митні збори та інші права.
- 8 січня 1591 р. — складена Грамота з дозволом для Бобруйського староства виготовляти різні напої для власних потреб і на продаж (за підписом Мінського старости Дмитра Скуміна-Тишкевича).
- У 1599 р. — Бобруйське староство відписано королем Речі Посполитої Владиславом IV Вазою дружині Ренаті.
- У 1603 р. — напад татарського війська на староство.
- У 1611–1614 рр. — суперечка міщан з єзуїтами про вигон, що підтверджує права міщан, комісія розбирала конфлікт міщан зі старостою.
- У 1611-1613 рр. — в старостві відбувалися народні хвилювання викликані податковими поборами П. Тризни, так званої «Бобруйською Уставою» (Волочна поміра). Ця була реформа призначена королем Сигізмундом III для збільшення надходжень у скарбницю коштів, необхідних для ведення війни з Московією. Реформа була названа «Бобруйською», тому-що почали її проводити з Бобруйська, і Бобруйське староство мало послужити прикладом проведення «Волочної поміри» у всій Речі Посполитій.
- У середині XVI в. Бобруйське староство згадано серед володінь великого князя Литовського. Пізніше ним володіли великі магнати М. Радзивілл, О. Гаштольд, Ян Бояновський, П. Тризна, а з 1639 р. — польська королева Цецилія Рената, дружина короля Владислава IV. Вона новаторськи організувала в даному старостві вільну економічну зону. У XVII в. це називалося «слобода» (від слова «свобода»). І цей регіон був названий Королівською Слободою.
- У 1648–1649 рр. — розруха, бунт і війна через вторгнення козаків під командуванням Поддубіцького в часи повстання Богдана Хмельницького. Януш Радзивілл спинив цю навалу на староство. Відбудований центр староства місто Бобруйськ навала козаків знову спалила у 1665 р..
- У 1655 р. — новий військовий напад козаків на староство під проводом Золотаренко І. Н..
- У 1681 р. — після війн з Московією та руйнацій в старостві повернулася місія єзуїтів. Котрі відкрили знову школу, а у 1686 р. відкрили медичну клініку для населення. И у 1738 р. вони відкрили в Бобруйську аптеку.
- У 1708 р. — староство постраждало внаслідок Великої Північної війни.
- Середина XVII — початок XVIII ст. — війни призвели до руйнування та занепаду Бобруйська.
- До 1788 р. — староство приносило дохід у казну 6342 кварти злотих.
- У 1793 р. — після другого поділу Польщі приєднані території Бобруйського староства до Російської імперії. У 1794 р. — у повстанні полковник Стефан Грабовський тимчасово звільнив столицю староства від навали військ росіян.
- У 1795 р. — проведено перепис населення. Бобруйське староство призначено на продаж частинами, і ліквідовано. І землі староства увійшли у склад Бобруйського повіту Мінської губернії[2].

## Адміністративний поділ
- До Бобруйського староства відносилося — 70 сіл (пол. wieś).
- Парічський маєток з селами Паричі, Книшевичі, Секеричі, Чернин, Логвиновичі, Поганці, Здудичі, Чирковичі, Шатиловичі, належали Петронеллі Тризненці Пацевій, дружині Самюеля Паца.
- Брожський двір з низкою сіл і головною садибою в Броже.
- Ольсавський двір, Ольса, до 1622 р. належав панові Миколаю Заршенському, а після його смерті указом земського підскарбія Кшиштофа Нарушевича маєток Ольса перейшов Петрові Тризні і його дружині за певну суму. Анна мала права тільки на села Ольса, Берда, Ілейчиці, Волосовичі, Польковичі. Самому Петру Тризні в Віленській половині староства належали села Демидковичі і Кольчиці;
- Трокська половина — двір Яснопольський з селами Мишковичі, Тейковичі, Комичі, Глубоковичі, Павловичі, Дворониновичі, Михалеве, Плєси (одні і другі), Ковалеве (Ковалі), Овсимовичі, Воротинь, Витлин, Качеричі.
- Частина земельних володінь належала колегії Ордену єзуїтів.

## Старостиінамісники
Староство — це державний маєток, який давав великий князь або король на тимчасове користування феодалам як натуральну пенсію за службу.
- XVI в. — Бобруйська волость (староство) було володінням Великих князів Литовських і членів їх родин (Гедиміна, Ольгерда, Ягайло (Владислава), Скиргайло, Вітовта, Олександра, тощо) і значилося у списку їх земель.
- У 1387–1394 рр. — Скиргайло Ольгердович.
- До 1521 р. — Миколай Радзивілл.
- З 1530 р. — Василь Полубінський.
- До 1539 р. — Альбрехт Мартинович Гаштольд.
- У 1542–1549 рр. — Бо6руйским старостою був Ян Юрійович Глєбович (1480–1549 рр.).
- З 1550-х рр. — Бобруйським війтом (старостою) стає Григорій Фат.
- У 1566 р. — Ян Бояновський.
- У 1569 р. — Микола Миколайович Радзивілл, воєвода Віленський і канцлер.
- У 1561–1578 рр. — Юрій II Юрійович (Олелькович) — один з останніх представників (великокнязівського — ведучого своє походження від престольних князів Київської Русі) великого російського роду Олельковичів.
- У 1580–1590 рр. — Ян Бояновський.
- У 1611 р. — Петро Станіслав Тризна (родич Петронеллі Пац, могутнього роду Паців у Речі Посполитій), разом зі своєю дружиною Анною Моссальською, вніс викуп у королівську скарбницю та отримав право довічно володіти даним староством.
- У 1623–1633 рр. — староством володів Перновський воєвода Петро Станіслав Тризна.
- У 1639–1644 рр. — Цецилія Рената Австрійська (до неї власниками землі Бобруйського староства було — п'ятнадцять осіб).
- До 1652 р. — Кшиштоф Ходкевич.
- Франтішек Стефан Сапега
- У 1658–1660 — Іван Нечай.
- У 1660–1679 рр. — князь Олександр-Гілярій Полубінський.
- У 1679–1682 рр. — князь Кшиштоф-Костянтин Полубінський.
- У 1682–1730 рр. — Ян Казимир Сапега[3].
- Від 14 грудня 1735 р. до 8 вересня 1738 р. — Ігнаци Завіша.
- З 1775 р. — Міхал Лопат.
- До 1796 р. — Міхал Слізень.